# Каливица
Каливица (укр. Каливиця) — село в Камень-Каширской городской общине Камень-Каширского района Волынской области Украины.
До 2020 года входило в Любешовский район.
Код КОАТУУ — 0723186607. Население по переписи 2001 года составляет 83 человека. Почтовый индекс — 44224. Телефонный код — 3362. Занимает площадь 0,201 км².